# Tarland
Tarland är en ort i Storbritannien.   Den ligger i kommunen Aberdeenshire och riksdelen Skottland, i den norra delen av landet, 600 km norr om huvudstaden London. Tarland ligger 149 meter över havet och antalet invånare är 550.
Terrängen runt Tarland är kuperad västerut, men österut är den platt. Tarland ligger nere i en dal. Runt Tarland är det glesbefolkat, med 15 invånare per kvadratkilometer. Närmaste större samhälle är Aboyne, 7,6 km sydost om Tarland. I omgivningarna runt Tarland växer i huvudsak blandskog.